# Municipio de Mohican
El municipio de Mohican (en inglés: Mohican Township) es un municipio ubicado en el condado de Ashland en el estado estadounidense de Ohio. En el año 2010 tenía una población de 2033 habitantes y una densidad poblacional de 26,09 personas por km².

## Geografía
El municipio de Mohican se encuentra ubicado en las coordenadas 40°45′47″N 82°10′43″O / 40.76306, -82.17861. Según la Oficina del Censo de los Estados Unidos, el municipio tiene una superficie total de 77.92 km², de la cual 77.77 km² corresponden a tierra firme y (0.19%) 0.15 km² es agua.

## Demografía
Según el censo de 2010, había 2033 personas residiendo en el municipio de Mohican. La densidad de población era de 26,09 hab./km². De los 2033 habitantes, el municipio de Mohican estaba compuesto por el 98.97% blancos, el 0.05% eran afroamericanos, el 0.25% eran amerindios, el 0.15% eran asiáticos, el 0.05% eran isleños del Pacífico, el 0.25% eran de otras razas y el 0.3% pertenecían a dos o más razas. Del total de la población el 1.23% eran hispanos o latinos de cualquier raza.